# Rantechaux
Rantechaux korábbi község (település) Franciaországban, Doubs megyében. 2016. január 1-jén Athose, Chasnans, Hautepierre-le-Châtelet, Nods és Vanclans községgel egyesült és Les Premiers Sapins új község része lett.
Lakosainak száma 182 fő (2018. január 1.). Rantechaux Épenoy, Étray, Passonfontaine és Vanclans községekkel határos.

## Népesség
A település népessége az elmúlt években az alábbi módon változott:
| Lakosok száma | 128  | 136  | 120  | 135  | 186  | 190  | 186  | 183  | 182  | 182  |
|               | 1962 | 1968 | 1982 | 1990 | 1999 | 2008 | 2011 | 2013 | 2017 | 2018 |